# Carl Flesch
Pour les articles homonymes, voir Flesch.
Carl Flesch (né à Moson, Hongrie, le 9 octobre 1873 – mort à Lucerne, Suisse, le 15 novembre 1944) est un violoniste, pédagogue et compositeur hongrois.

## Biographie
Ses études de violon se déroulent au Conservatoire de Vienne (en 1886-89, auprès de Jakob Grün, lui-même élève de Joseph Böhm) puis à celui de Paris où ses maîtres sont en 1890-92, Eugène Sauzay (1809–1901) et Martin-Pierre Marsick en 1892-94. Après avoir joué dans l'Orchestre Lamoureux à Paris, c'est en 1895, à l'âge de 22 ans et dans la capitale autrichienne qu'il donne son premier concert. Le succès est immédiat et s'ensuit alors une exceptionnelle carrière de concertiste qui le mène souvent dans des tournées en Amérique du Nord. 
En parallèle, il mène une grande activité d'enseignement : « Ce fut l'un des plus grands pédagogue moderne du violon. » Il enseigne d'abord au Conservatoire de Bucarest de 1897 à 1902, puis à celui d'Amsterdam de 1903 à 1908, puis à Berlin où il se fixe et donne des leçons privées, de 1903 à 1926 (notamment à la Hochschule für Musik de 1921 à 1923) et au Curtis Institute of Music de Philadelphie de 1924 à 1928 où il est à la tête du département violon et partage son temps entre les États-Unis (premier concert en 1913) et l'Europe. En 1933, il quitte l'Allemagne et se rend en Angleterre. En 1939, il se trouve aux Pays-Bas lors du déclenchement de la guerre et se rend d'abord en Hongrie, puis en 1943, Flesch, d'origine juive, se réfugie en Suisse, où il enseigne au Conservatoire de Lucerne et meurt un an plus tard.
Parmi ses élèves, on compte notamment Josef Wolfsthal, Alma Moodie, Ida Haendel, Ginette Neveu, Ricardo Odnoposoff, Henryk Szeryng, Roman Totenberg, Norbert Brainin, Myriam Solovieff, Szymon Goldberg, Dragan Prokopiev, Max Rostal, Bronislaw Gimpel et Ivry Gitlis. 
Il joua de la musique de chambre avec Artur Schnabel et Hugo Becker qui formèrent un trio pour piano réputé, avec le violoncelliste Jean Gérardy. 
Il possédait le Stradivarius Brancaccio, mais avait dû le vendre en 1928 après avoir perdu toutes ses économies à la bourse de New York. 
En 1945, un concours portant son nom a été créé en son hommage à Londres, qui a été ensuite intégré dans le concours de la ville de Londres, qui décerne une médaille Flesch.

## Écrits
Il laisse derrière lui de nombreux ouvrages didactiques, notamment un recueil de gammes, Le système des gammes, encore très pratiqué de nos jours. Son traité L'Art de jouer du violon, exhaustif sur la technique du violon, est unanimement reconnu comme un ouvrage de référence. En tant qu'éditeur il a supervisé les éditions des études de Kreutzer, les sonates pour violon de Mozart, des études de Paganini et le concerto de Beethoven.
- (de) Die Kunst des Violinspiels, 2 vol, Ries, Berlin 1924-28 vol. 1 : Allgemeine und angewandte Technik ; vol. 2 : Künstlerische Gestaltung und Unterricht.
  - L'art du violon, traduction française de S. Joachim-Chaigneau ; préf. de Jacques Thibaud (1926, Eschig) (OCLC 71706019)
- (en) The memoirs of Carl Flesch, Da Capo Press, 1979 (1er éd. 1957 Rockliff) (OCLC 4776092)

## Discographie
- Carl Flesch : historical recordings 1905-1936 : Beethoven, (Concerto) ; Mozart (Sonate no 10) ; Saint-Saëns (Havanaise) et Suk, Haendel, Tartini, Wieniawski, Sarasate, Paganini… (3CD Symposium 1032-1034) (OCLC 20220229)